# Alive (Big Bang-album)
Az Alive a dél-koreai Big Bang együttes ötödik középlemeze, melyet 2012. február 29-én jelentetett meg a YG Entertainment. Az együttes új imázzsal és egy világ körüli turnéval készült a lemez bemutatójára. A lemezből 2012. február 21-ig elővételben több mint 250 000 darabot adtak el. Az Alive hatféle verzióban jelent meg, egy általános Bigbang-verzióban és az egyes tagokra specializált verzióban. A lemez japán nyelvű, két új dallal kiegészített verziója március 28-án jelent meg és 2. helyen debütált az Oricon slágerlistáján. A koreai lemez újracsomagolt, három új dallal kiegészített verziója Still Alive címmel június 3-án jelent meg iTunes Store-on, a fizikai album június 6-án került a boltokba. A lemez Monster című dala első helyen debütált a koreai slágerlistákon.

## Változatok

### Koreai verzió
- BlueRészlet a Blue című dalból
- Fantastic BabyRészlet a Fantastic Baby c. dalból

Nem tudod lejátszani a fájlt?
2012. február 1-jén a YG Entertainment közzétette az album számlistáját, G-Dragon a hét dal mindegyikénél szerepel szerzőként, de T.O.P. és Daesung neve is szerepel a közreműködő szerzők között.
| #  | Cím                                  | Dalszöveg         | Zene                      | Rapbetét | Hossz |
| -- | ------------------------------------ | ----------------- | ------------------------- | -------- | ----- |
| 1. | Intro (Alive)                        | G-Dragon, Teddy   | Dee.P, G-Dragon, Teddy    |          |       |
| 2. | Blue                                 | G-Dragon, Teddy   | Teddy, G-Dragon           | T.O.P.   |       |
| 3. | 사랑먼지 Szarang mondzsi (Love Dust) | G-Dragon, Teddy   | G-Dragon, Teddy           | T.O.P.   |       |
| 4. | Bad Boy                              | G-Dragon          | G-Dragon, Choice 37       | T.O.P.   |       |
| 5. | 재미없어 Csemi opszo (Not Fun)       | G-Dragon          | G-Dragon, DJ Murf, Peejay | T.O.P.   |       |
| 6. | Fantastic Baby                       | G-Dragon          | Teddy, G-Dragon           | T.O.P.   |       |
| 7. | 날개 Nalke (Wings)                   | G-Dragon, Daesung | Cshö Philkang             |          |       |

### Japán verzió
Az Alive japán verzióját 2012. március 28-án jelentette meg a YGEX kiadó. Míg az album középlemezként jelent meg Dél-Koreában, a japán verzió már stúdiólemezként, két új dallal, az Ego-val és a Feeling-gel, valamint egy régebbi daluk, a Haru Haru japán nyelvű verziójával kiegészülve. A lemezt többféle verzióban adták ki, melyek más-más extrákat tartalmaznak.
| 1.    | Alive (Intro)                         |                     |                                       | 0:48 |
| 2.    | Fantastic Baby (japán nyelven)        |                     |                                       | 3:52 |
| 3.    | Blue (japán nyelven)                  |                     |                                       | 3:54 |
| 4.    | Love Dust (사랑먼지; Szarang mondzsi) |                     |                                       | 3:52 |
| 5.    | Feeling                               | G-Dragon            | G-Dragon, Boys Noize                  | 3:34 |
| 6.    | Ain't No Fun (재미없어; Csemi opszo)  |                     |                                       | 3:42 |
| 7.    | Bad Boy (japán nyelven)               |                     |                                       | 3:58 |
| 8.    | Ego                                   | Sunny Boy, G-Dragon | G-Dragon, Ham Szungcshon, Kang Okcsin | 3:25 |
| 9.    | Wings (날개; Nalke) (D-Lite solo)     |                     |                                       | 3:43 |
| 30:43 |                                       |                     |                                       |      |

| CD+2DVD+fotókönyv A-típus bónusz dallal | CD+2DVD+fotókönyv A-típus bónusz dallal | CD+2DVD+fotókönyv A-típus bónusz dallal | CD+2DVD+fotókönyv A-típus bónusz dallal | CD+2DVD+fotókönyv A-típus bónusz dallal | CD+2DVD+fotókönyv A-típus bónusz dallal | CD+2DVD+fotókönyv A-típus bónusz dallal | CD+2DVD+fotókönyv A-típus bónusz dallal | CD+2DVD+fotókönyv A-típus bónusz dallal | CD+2DVD+fotókönyv A-típus bónusz dallal |
| #                                       | Cím                                     | Hossz                                   |                                         |                                         |                                         |                                         |                                         |                                         |                                         |
| --------------------------------------- | --------------------------------------- | --------------------------------------- | --------------------------------------- | --------------------------------------- | --------------------------------------- | --------------------------------------- | --------------------------------------- | --------------------------------------- | --------------------------------------- |
| 10.                                     | Haru Haru (japán nyelven)               | 4:17                                    |                                         |                                         |                                         |                                         |                                         |                                         |                                         |
| 34:59                                   |                                         |                                         |                                         |                                         |                                         |                                         |                                         |                                         |                                         |

| 1. | Making of "Alive" (a felvételek és fotózás)                              |  |
| 2. | Fantastic Baby (videóklip-készítés)                                      |  |
| 3. | Blue (videóklip-készítés)                                                |  |
| 4. | Bad Boy (videóklip-készítés)                                             |  |
| 5. | BIGBANG is Back-interjú                                                  |  |
| 6. | 2012 YG Family japán koncert kulisszái ((csak az E-jelölésű kiadványon)) |  |

| 1. | Fantastic Baby (japán nyelvű videóklip) |  |
| 2. | Blue (japán nyelvű videóklip)           |  |
| 3. | Bad Boy (japán nyelvű videóklip)        |  |
| 4. | BIGBANG is Back (televíziós reklám)     |  |

### Still Alive/Monster-verzió
2012. május 21-én a kiadó YG Life blogja közzétette, hogy június 3-án megjelentetik az Alive három új dallal kiegészített változatát Still Alive címmel. Az újracsomagolt verzió Japánban Monster Edition címmel került a boltokba.
| #  | Cím            | Dalszöveg               | Zene                                  | Hossz |
| -- | -------------- | ----------------------- | ------------------------------------- | ----- |
| 1. | Still Alive    | G-Dragon, Teddy, T.O.P. | Dee.P, G-Dragon, Teddy                |       |
| 2. | Monster        | G-Dragon                | G-Dragon, Chö Philkang                |       |
| 3. | Feeling        | G-Dragon                | Boyz Noise, G-Dragon, T.O.P.          | 3:54  |
| 4. | Fantastic Baby |                         |                                       |       |
| 5. | Bad Boy        |                         |                                       |       |
| 6. | Blue           |                         |                                       |       |
| 7. | Bingle Bingle  | G-Dragon                | Teddy, G-Dragon, 서원진 Szo Vondzsin  |       |
| 8. | Ego            | G-Dragon                | G-Dragon, Ham Szungcshon, Kang Okcsin | 3:25  |
| 9. | Love Dust      |                         |                                       |       |

### Big Bang's Alive 2012 Making Collection (3DVD + Photobook)
A YG Entertainment 2012. augusztus 22-én jelenteti meg az Alive három DVD-ből és egy fotókönyvből álló „így készült”-verzióját, melyen az „így készült”-felvételek és interjúk mellett élő fellépések is találhatóak.
| 1.  | Bad Boy                                |  |
| 2.  | 사랑먼지 (Love Dust)                   |  |
| 3.  | Blue                                   |  |
| 4.  | Fantastic Baby                         |  |
| 5.  | 재미없어 (Ain't no fun)                |  |
| 6.  | 날개 (Wings)                           |  |
| 7.  | Bad Boy (dance verzió)                 |  |
| 8.  | 사랑먼지 (Love Dust) (dance verzió)    |  |
| 9.  | Blue (dance verzió)                    |  |
| 10. | Fantastic Baby (dance verzió)          |  |
| 11. | 재미없어 (Ain't no fun) (dance verzió) |  |
| 12. | 날개 (Wings) (dance verzió)            |  |

| 1. | Blue                           |  |
| 2. | Bad Boy                        |  |
| 3. | Fantastic Baby                 |  |
| 4. | Monster                        |  |
| 5. | Blue+Bad Boy („így készült”)   |  |
| 6. | Fantastic Baby („így készült”) |  |
| 7. | Monster („így készült”)        |  |

| 1. | Stúdiófelvételek                                    |  |
| 2. | Fotózás                                             |  |
| 3. | Koreográfia: Fantastic Baby / Bad Boy / Monster     |  |
| 4. | Visit Korea Year reklámfilm forgatása               |  |
| 5. | BIGBANG X HYUNDAI CARD                              |  |
| 6. | Big Bang's Alive with Naver reklám teaser / interjú |  |
| 7. | Big Bang's Alive with Naver - „így készült”         |  |
| 8. | Big Bang's Alive with Naver reklám teljes verzió    |  |

## Előkészületek és produceri munkálatok
Az albumot rövid idő alatt kellett elkészítenie az együttesnek, nem sokkal Daesung és G-Dragon előző évi botrányait követően. G-Dragon úgy vélte, hogy a mondanivalójuk szempontjából helyes döntés volt, hogy nem vártak az album kiadásával a botrányok elüléséig. A dalokat és a szövegeket a 2011-es évben átélt nehézségek ihlették.
Az album produceri munkálataiért felelős G-Dragon úgy nyilatkozott, a szomorkás hangulatú Blue és a középtempójú Bad Boy című dalok nem hagyományos K-pop-dalok, így rizikót is rejtettek magukban, az együttes azonban bízott a sikerben, mivel mind az ötüknek különböző az énekhangjuk és különféleképp értelmezték a dalokban játszott szerepüket. A YG Entertainment igazgatójának, Jang Hjonszoknak a kifejezett kérésére készítették el a klubokban népszerűvé vált Fantastic Baby című dalt, mivel a 2008-ban kiadott Last Farewell című daluk óta nem volt az együttesnek diszkóban játszható felvétele. Mivel az elektronikus zene népszerű a K-popban, G-Dragon úgy döntött, a dalt nem hagyományos módon, rappel kezdi. A dal tempóját több helyen váratlanul változtatták meg, hogy ezzel is érdekesebbé tegyék a hangzását. G-Dragon egyenként fókuszált a tagok énektechnikájára, Seungri például a Fantastic Baby-ben orrhangon énekel, amit korábban sohasem próbált. Arra is ügyelt, hogy melyik szót hogyan és milyen stílusban ejtsék ki a felvételkor. Mesterséges hangzás helyett inkább a tagok természetes énekhangjának kiemelésére törekedett. A korábbi gyakorlatával ellentétben az Alive dalainak írásakor G-Dragon nem a már megírt dallamokra írt szöveget, hanem párhuzamosan dolgozott a zenén és a szövegen, mert úgy érezte, így jobban harmonizálnak egymással.

## Promóció

G-Dragon a Fantastic Baby videóklipjében narancssárga tincsekkel meghosszabbított hajjal

Daesung a Monster videóklipjében

Taeyang „Mickey egér haja” a Monster videóklipjében

Pak Mjongszu a Sagging Snail együttes Room Nallari című videóklipjében

Az együttes nem sokkal az album megjelentetése előtt bejelentette, hogy az album összes dalát promotálni fogják. A K-popban általában egy-két dalt szoktak egy albumról a televíziós műsorokban előadni, a Big Bang úgy döntött, az album összes dalát egyenértékűként fogják kezelni. A YG Entertainment 2012. február 5-én kezdte meg az album promócióját, úgynevezett teaser („kedvcsináló, figyelemfelkeltő”) képekkel, elsőként T.O.P.-ról jelent meg kép, melyen az előadó oxigénmaszkban és kék hajjal volt látható. Az oxigénmaszk koncepciója visszatérő motívum volt az együttes többi tagjáról pár naponta közzétett teaser-képeken is, kivéve Seungri és G-Dragon fotóit. Az együttes mindegyik tagja új imázzsal jelent meg a képeken, Daesung platinaszőkén, G-Dragon aszimmetrikus, egyik oldalon mesterséges tincsekkel meghosszabbított hajjal és jégdarabokkal a bőrén, Taeyang hamis tetoválásokkal, Seungri pedig gombafrizurával.
Az album első kislemezét, a Blue-t és a hozzá New York-ban forgatott videóklipet február 21-én jelentették meg, a dal a koreai slágerlisták első helyén debütált. Február 23. és 28. között az együttes minden nap, koreai idő szerint éjfélkor előzetest jelentetett meg az album további dalaiból a hivatalos YouTube-csatornáján. A február 29-én boltokba került album televíziós promócióját március 11-én kezdte meg az együttes az SBS csatorna Inkigayo című műsorában, élő fellépéssel. Március 2-án az együttes YouTube-csatornájára felkerült a második kislemez, a Bad Boy szintén New Yorkban forgatott videóklipje, melyet a Fantastic Baby videóklipje követett. Az album promóciója az amerikai média figyelmét is felkeltette, az együttes videóklipjeivel több amerikai online magazin is foglalkozott, a Stereogum például minden idők második legjobb K-pop-videóklipjének nevezte a Fantastic Baby klipjét, a Refinery29 divatmagazin pedig „egyedinek” és „avantgárdnak” találta az együttes videóklipjeiben felvonultatott öltözékeket. A Fantastic Baby klipje a The Vancouver Sun egyik újságírójának figyelmét is felkeltette, aki szerint „meglehet, hogy az egyik legszínesebben megcsavart popvideó, amit jó ideje láttunk”. Egy hónap alatt a három videóklip össznézettsége a YouTube-on meghaladta a 30 milliót. Az album televíziós promócióját április 29-én fejezte be az együttes, szintén az Inkigayoban.
A Big Bang még februárban bejelentette, hogy az Alive promóciójának keretében a Live Nation szervezésében világkörüli turnéra indul és 16 országba látogat el. A Bigbang Alive Tour március 2-án, Szöulban vette kezdetét. Március 6-án megjelent az Alive japán nyelvű verziója, a Blue és a Bad Boy újraforgatott, japán nyelvű klipjeinek előzetesével.
Május 21-én a kiadó YG Life blogja közzétette, hogy június 3-án megjelentetik az Alive három új dallal kiegészített változatát Still Alive, Japánban pedig Monster Edition címmel. Az újracsomagolt album promóciójához a kiadó ismét a teaser-kép módszert választotta, május 25-én  a Monster című új dal videóklipjéből kivágott képen G-Dragon volt látható. Az album promócióját a YG Entertainment a szöuli metróban folytatta, június 2. és 6. között a 2-es metróvonal Kangnam megállójánál kivetítőn a Bigbang Extraordinary 20s című fotóalbumának készítéséről felvett videót, valamint a Monster videóklipjét lehetett megtekinteni, az állomáson az Alive album dalait játszották, valamint kiállítottak kellékeket a Monster videóklipjéből.
Az album promóciója során a divatkaméleonként ismert G-Dragon három hónap alatt többször is új külsővel jelent meg, a kezdeti promóciók során a rajongók és a média által „tengeri hínárnak” keresztelt, többféle színű hosszú hajtincset viselt, melyet más előadók és hivatásos komikusok is többször parodizáltak. A japán albumborítón, illetve több televíziós műsorban is rövid fekete hajjal jelent meg. A Monster első teaserképén rövid vörös punktaréjjal volt látható, a néhány nappal később megjelentetett videóklip-részletben azonban már platinaszőke gombafrizurával. A Monster klipjében Taeyang egyedi fésülésű frizuráját a sajtó Mickey egér füléhez hasonlította. A Ju Dzseszok által alapított, Sagging Snail („petyhüdt csiga”) elnevezésű popduó Room Nallari című dalának videóklipjében Pak Mjongszu komikus G-Dragon és Taeyang Monster-beli frizurájával szerepel.

## Fogadtatás
A február 22-én kiadott első kislemez, a G-Dragon és Teddy által komponált Blue a koreai zenei toplisták első helyén debütált. A koreai MTV szerint „az akusztikus gitár, zongora és elektronika egyvelege (az együttes tagjainak könnyed, nyugodt vokáljával társítva) egy nem várt módon szívmelengető dalt eredményez”. A Blue-hoz készült videóklipet kevesebb mint 48 óra alatt csaknem három és fél milliószor, öt nap alatt pedig több mint nyolc milliószor nézték meg, a dal a YouTube listáit is vezette (legtöbbször megnézett, legtöbbször kedvencekbe tett, legtöbb hozzászólást kapott és legtöbbször like-olt videó). A Blue megjelenése hetében Perfect All-Kill státuszt ért el, ami azt jelenti, hogy a hét legnagyobb internetes zenei portálon első helyezett volt, illetve vezette a csengőhang-letöltési toplistákat. A Bad Boy című dalt az amerikai Gawker „az igazi tökéletes új popdalnak” nevezte.
Az Alive nyolcadik helyen debütált az iTunes Store legtöbbet eladott albumainak listáján. Az About.com a „heti új megjelenések Top 10-es listáján” a 2. helyre sorolta, a listán egyedüli ázsiaiként. A lemez dalai közül öt került be a Billboard K-pop-listájának első tíz helyezettje közé, a Blue több hétig vezette is a slágerlistát. Az album Fantastic Baby című dala több mint tíz héten keresztül volt a slágerlisták első tíz helyezettje között, ami a koreai popiparban nagyon hosszú időnek számít. A lemez dalait február és április között a koreai online zeneportálokról összesen több mint 10 milliószor töltötték le.
A HelloKpop értékelése szerint a lemez „egy büféasztal telis-tele az R&B-től a rockon, a szintipopon, a house-on át az eurodance-ig terjedő étkekkel; az Alive az, amit bárki választana egy háromfogásos Big Bang-vacsorából. A legjobb dalok lemeze, középlemezes dobozba, elvitelre csomagolva.” A Pop Reviews Now szerint az album „könnyed” és „érett”, „ezek a dalok már jóval többek, mint pusztán jól passzolóak; olyanok, mintha a [Big Bang tagjainak] részévé váltak volna. Hallgatóként úgy érzi az ember, hogy a dalok jól illeszkednek egymáshoz, és emiatt ezt a lemezt egyszerűen élvezet hallgatni.” Az Asian Junkie szerint azonban a lemez a szép vokál, a tiszta felvételek és a rendezett zenei irányvonal ellenére „felszínes”, hiányzik belőle az érzelem, az eredetiség és a lélek, ami miatt az album kevesebb lett, mint amire a Big Bang képes.
Az album újracsomagolt verziójáról először a Soompi írhatott kritikát még a lemez megjelenése előtt. A portál véleménye szerint a Monster című dal „gyors tempójú, a dallam azonban szomorkás. G-Dragon egy igazi szörnyeteg. Ebben a rockoperák összetettségével bíró, igazi Big Bang-dalban megvillantja zeneszerzői géniuszát.” A Bingle Bingle című szerzemény a Soompi szerint „retrohangulatú”, és úgy tűnik, hogy az együttes új hangzással kísérletezett, amit Katy Perry vagy a Daft Punk hangzásához hasonlított a kritikus. A megjelenés napján a Monster című dal All-Kill-státust ért el a koreai slágerlistákon, az album Bingle Bingle és Feeling című dalai is bekerültek az első tízbe. A Monster videóklipjét a YouTube-on 24 óra alatt több mint hárommilliószor tekintették meg, amivel rekordot állított fel: egyetlen K-pop-videó sem jegyzett ilyen rövid idő alatt ekkora nézettséget. A videó első helyezett lett az Egyesült Királyságbeli Viral Video Chart-listán is, mely világszerte a közösségi oldalakon legtöbbet megoszott videókból állít össze toplistát.

### Slágerlista-helyezések

#### Alive
| Alive                          | Alive                          | Alive                | Alive                                                                                      |
| Toplista                       | Toplista                       | Legmagasabb helyezés | Megjegyzés                                                                                 |
| ------------------------------ | ------------------------------ | -------------------- | ------------------------------------------------------------------------------------------ |
| Kaon heti toplista             | Kaon heti toplista             | 1.                   | lemezeladási adatok alapján: 2012. február 26. – március 3. 2012. március 4. – március 10. |
| Tajvan online eladási toplista | Tajvan online eladási toplista | 1                    | Az album összes kiadott verziója szerepelt a Top 20-ban                                    |
| Oricon                         | Oricon                         | 2.                   | az album japán nyelvű változata                                                            |
| Billboard World Albums         | Billboard World Albums         | 4.                   |                                                                                            |
| Billboard Heatseakers Albums   | Billboard Heatseakers Albums   | 4.                   |                                                                                            |
| iTunes Store (Kanada)          | iTunes Store (Kanada)          | 4.                   |                                                                                            |
| iTunes Store (USA)             | iTunes Store (USA)             | 7.                   |                                                                                            |
| Billboard Independent Albums   | Billboard Independent Albums   | 22.                  |                                                                                            |
| Billboard 200 (USA)            | Billboard 200 (USA)            | 150.                 | Digitális letöltések ranglistája                                                           |
| Dal                            | Toplista                       | Legmagasabb helyezés | Megjegyzés                                                                                 |
| Blue                           | Kaon digitális kislemezeladás  | 1.                   | Dél-Korea; 2012. február 26. – március 3. 2012. március 4. – március 10.                   |
| Blue                           | Soribada                       | 1.                   | Dél-Korea                                                                                  |
| Blue                           | Dosirak                        | 1.                   | Dél-Korea                                                                                  |
| Blue                           | Mnet                           | 1.                   | Dél-Korea                                                                                  |
| Blue                           | Naver                          | 1.                   | Dél-Korea                                                                                  |
| Blue                           | Daum                           | 1.                   | Dél-Korea                                                                                  |
| Blue                           | Cyworld                        | 1.                   | Dél-Korea                                                                                  |
| Blue                           | Bugs                           | 1.                   | Dél-Korea                                                                                  |
| Blue                           | MYX                            | 1                    | Fülöp-szigetek                                                                             |
| Blue                           | Billboard K-pop 100            | 1                    |                                                                                            |
| Love Dust                      | Billboard K-pop 100            | 2.                   |                                                                                            |
| Love Dust                      | Kaon digitális kislemezeladás  | 3.                   | 2012. február 26. – március 3.                                                             |
| Bad Boy                        | Billboard K-pop 100            | 3.                   |                                                                                            |
| Bad Boy                        | Kaon digitális kislemezeladás  | 2.                   | 2012. február 26. – március 3. 2012. március 4. – március 10.                              |
| Fantastic Baby                 | Billboard K-pop 100            | 2.                   |                                                                                            |
| Fantastic Baby                 | Kaon digitális kislemezeladás  | 3.                   | 2012. március 4. – március 10.                                                             |
| Ain't No Fun                   | Billboard K-pop 100            | 8.                   |                                                                                            |
| Ain't No Fun                   | Kaon digitális kislemezeladás  | 6.                   | 2012. február 26. – március 3.                                                             |
| Wings                          | Kaon digitális kislemezeladás  | 8.                   | 2012. február 26. – március 3.                                                             |

#### Still Alive
| Still Alive                  | Still Alive                  | Still Alive          | Still Alive |
| Toplista                     | Toplista                     | Legmagasabb helyezés | Megjegyzés  |
| ---------------------------- | ---------------------------- | -------------------- | ----------- |
| Billboard World Albums       | Billboard World Albums       | 3.                   |             |
| Billboard Heatseakers Albums | Billboard Heatseakers Albums | 20.                  |             |
| iTunes Store (Mexikó)        | iTunes Store (Mexikó)        | 25.                  |             |
| iTunes Store (Kanada)        | iTunes Store (Kanada)        | 34.                  |             |
| iTunes Store (USA)           | iTunes Store (USA)           | 46.                  |             |
| iTunes Store (Chile)         | iTunes Store (Chile)         | 49.                  |             |
| Dal                          | Toplista                     | Legmagasabb helyezés | Megjegyzés  |
| Monster                      | Melon                        | 1                    | Dél-Korea   |
| Monster                      | Soribada                     | 1                    | Dél-Korea   |
| Monster                      | Dosirak                      | 1                    | Dél-Korea   |
| Monster                      | Olleh                        | 1                    | Dél-Korea   |
| Monster                      | Mnet                         | 1                    | Dél-Korea   |
| Monster                      | Bugs                         | 1                    | Dél-Korea   |
| Monster                      | Naver                        | 1                    | Dél-Korea   |
| Monster                      | Cyworld                      | 1                    | Dél-Korea   |
| Monster                      | JinJüeTai                    | 1                    | Kína        |
| Monster                      | Billboard K-pop Hot 100      | 1                    |             |
| Still Alive                  | Billboard K-pop Hot 100      | 5                    |             |
| Ego                          | Billboard K-pop Hot 100      | 10                   |             |

### Eladási adatok
| Alive       | Alive                  |
| Ország      | Példányszám            |
| ----------- | ---------------------- |
| Dél-Korea   | 266 911                |
| Japán       | 100 000+ (aranylemez)  |
| Tajvan      | 20 000 (dupla platina) |
| Összesen:   | 386 911+               |
| Still Alive |                        |
| Ország      | Példányszám            |
| Dél-Korea   | 148 030                |

## Fordítás
- Ez a szócikk részben vagy egészben  az   Alive (EP) című angol Wikipédia-szócikk fordításán alapul.  Az eredeti cikk szerkesztőit annak laptörténete sorolja fel. Ez a jelzés csupán a megfogalmazás eredetét és a szerzői jogokat jelzi, nem szolgál a cikkben szereplő információk forrásmegjelöléseként.